# Еленово (Сливенская область)
Еленово (болг. Еленово) — село в Болгарии. Находится в Сливенской области, входит в общину Нова-Загора. Население составляет 497 человек.

## Политическая ситуация
В местном кметстве Еленово, в состав которого входит Еленово, должность кмета (старосты) исполняет Донё Димитров Колев (Земледельческий народный союз (ЗНС)) по результатам выборов.
Кмет (мэр) общины Нова-Загора — Николай Георгиев Грозев (Граждане за европейское развитие Болгарии (ГЕРБ)) по результатам выборов в правление общины.